# Калнишева Рада
«Калнишева Рада» — козацьке свято у Роменському районі Сумської області, започатковане 1991 року як районне з метою відродження духу патріотизму та національних культурних цінностей, збереження народної пам'яті про українських національних героїв.
14 листопада 2005 року розпорядженням Президента України Віктора Ющенка «Про заходи щодо вшанування пам'яті останнього кошового отамана Запорізької Січі Петра Калнишевського» було започатковане Всеукраїнське козацьке свято «Калнишева Рада», яке відзначається щороку в липні.
14 жовтня 2006 року під час проведення Калнишевої Ради у Пустовійтівці відкрито музей Петра Калнишевського.